# Iglesia de Nuestra Señora de la Asunción (Munébrega)
La Iglesia de Nuestra Señora de la Asunción de Munébrega es un templo de estilo mudéjar construido en el siglo XIV.

## Historia
Aunque el templo actual es de origen mudéjar, se supone que está construido sobre otro anterior de estilo románico, del cual ha sobrevivido un crismón trinitario actualmente ubicado en la clave del arco aplanado que sujeta la imagen de la virgen en la fachada.
Aparte de su origen mudéjar, del que queda el ábside, ha tenido importantes cambios, pasando por una fase de estilo barroco en el siglo XVIII en el que se estableció una planta de cruz griega que posteriormente fue derruida dejando los muros exteriores y posteriormente reorientada en el siglo XIX.

## Descripción
Tiene una nave de cuatro tramos separados por arcos de medio punto con bóvedas de medio cañón con lunetos y un ábside poligonal en cada uno de sus extremos según una planta en origen mudéjar, transformada en sus bóvedas.
Tiene capillas laterales, una por cada tramo en cada uno de los flancos, mediante arcos de medio punto, entre los cuales se disponen pilastras corintias y entablamento liso, presentando bóvedas de medio cañón, salvo las dos más cercanas a la cabecera, que son mayores y se cubren con bóvedas de arista.
En la época barroca se construyó una gran fachada adosada al muro de mediodía que transformó dos capillas laterales y añadió un pórtico interior de grandes dimensiones cubierto por cúpula elíptica sobre pechinas. Lateralmente a él se disponen dos torres gemelas que flanquean el cuerpo de la fachada, la cual está compuesta por una portada con arco rebajado entre pilastras y frontón curvo con hornacina superior. Todo este conjunto de piedra se protege bajo un arco cobijo de ladrillo cuya cornisa se prolonga en las torres laterales definiendo su primer cuerpo. La fachada dispone de otro cuerpo superior muy movido en el plano de la fachada; sobre él se elevan dos cuerpos superiores de las torres, de planta cuadrada con esquinas curvas, convexas en el tercer piso y cóncavas en el cuarto y los vanos, uno por cada cara, de medio punto.
El resto de la fábrica del templo carece de decoración exterior, consistiendo únicamente en potentes muros ciegos de ladrillo.

## Museo parroquial
Dentro del templo hay un museo compuesto por tres salas en las cuales se albergan varios códices gregorianos, bustos relicarios de San Blas, San Ignacio, y Santa Lucía, así como tallas de San Félix y Santa Régula, dentro del museo parroquial cuentan con varios retratos de personajes de la iglesia como Santo Domingo de Guzmán, San Elías o San Agustín de Hipona.